# ساي كوبن
ساي كوبن (بالإنجليزية: Cy Coben)‏ هو كاتب أغاني أمريكي، ولد في 4 أبريل 1919 في جيرسي سيتي في الولايات المتحدة، وتوفي في 26 مايو 2006.

## وصلات خارجية
- ساي كوبن على موقع ميوزك برينز (الإنجليزية)
- ساي كوبن على موقع ديسكوغز (الإنجليزية)